# Erich Parnitzke
Erich Walter Hermann Parnitzke (* 20. Dezember 1893 in Berlin; † 28. September 1974 in Kiel) war ein deutscher bildender Künstler und Kunstpädagoge.

## Leben
Erich Parnitzke wurde als Sohn eines Telegrafensekretärs geboren. Er besuchte die Friedrichwerdersche Oberrealschule bis 1912 und dann die Staatliche Kunstschule zu Berlin bis 1914 bei Erich Kuithan und Philipp Franck. Als Kriegsfreiwilliger diente er zuletzt als Reserveleutnant im Ersten Weltkrieg von 1914 bis zum August 1918. In englischer Kriegsgefangenschaft organisierte er mit Otto Nebel und anderen Künstlern im Gefangenenlager Colsterdale ein eigenes Kulturprogramm. Parnitzke und Nebel kehrten nach ihrer Freilassung nach Berlin zurück, wo beide Schüler von Gertrud Grunow wurden. Parnitzke stellte mit der Novembergruppe aus und unterrichtete von 1919 bis 1926 an einer Berliner Schule als Zeichenlehrer. 1925 bestand er die Prüfung als Kunstlehrer für höhere Schulen, 1926 die Pädagogische Prüfung. 1926 wurde er als Dozent an die neue Pädagogische Akademie Kiel berufen, 1930 zum Professor ernannt. Im gleichen Jahr wurde er aber in den Ruhestand versetzt und begann am Gymnasium Christianeum in Altona zu unterrichten. 1932 bis zum 30. April 1933 war er dort Studienrat. Anschließend lehrte er wieder an der Hochschule für Lehrerbildung Kiel.
1927 hatte er die Malerin Ruth Wilde geheiratet, die ebenfalls an der Staatlichen Kunstschule Berlin studiert hatte. Studienreisen führte das Paar nach Italien, Frankreich und wiederholt auf die Insel Sylt. Seine Bilder stehen zunächst unter dem Einfluss des Bauhauses und von Franz Marc, seit Mitte der 20er Jahre unter dem Einfluss der Neuen Sachlichkeit. Von 1931 bis 1933 war Parnitzke Leiter der "Werkgemeinschaft Kieler Künstler".
Nach der Machtergreifung der Nationalsozialisten trat er 1933 in die SA ein und erreichte dort den Rang eines Scharführers. Er unterzeichnete im November 1933 das Bekenntnis der Professoren an den deutschen Universitäten und Hochschulen zu Adolf Hitler. Zum 1. Mai 1937 schloss er sich der NSDAP an (Mitgliedsnummer 3.982.612). Er war Kreissachbearbeiter des NS-Lehrerbundes und bis 1938 Schriftleiter der Zeitschrift „Kunst und Jugend“ dieser NS-Organisation, sein Nachfolger wurde Robert Böttcher. Während des Zweiten Weltkrieges war er bei der Wehrmacht als Hauptmann der Reserve in der Truppenbetreuung tätig und arbeitete hier u. a. mit dem Lyriker und nationalsozialistischen Funktionär Hans Baumann zusammen.
Parnitzke war auf seinem Fachgebiet Kunstpädagogik ab 1933 ein entschiedener Vertreter der nationalsozialistischen Ideologie.
Im Sammelband „Unsterbliche Volkskunst“ (1936) erschien ein Aufsatz von Erich Parnitzke, dessen Vorstellungen zwei Jahre später in die „Lehrpläne des Reichsministers für Wissenschaft, Erziehung und Volksbildung“ aufgenommen wurden. Er verurteilt darin die „liberalistische Kunst- und Dekorationsindustrie für die ‚breiten Massen‘“, spricht von „Volksverrat“ und stellt ihr die Volkskunst gegenüber. Diese ursprüngliche, vom Volk kommende Kunst müsse der Volkserzieher dem Kind nahebringen, weil die Jugend „Träger werdenden Volkstums“ sei. Parnitzke beruft sich auf Gustav Britisch und sieht darin eine „in der Hinwendung zur wüchsigen Echtheit nur arischem Lebensmaß mögliche Sicht“, die „der wieder auf Stetigkeit und organische Gliederung angelegten Ausrichtung unsres deutschen Volkskörpers aufs beste“ diene.
Reichserziehungsminister Bernhard Rust übernahm im Lehrplan von 1938 für die Erziehung und den Unterricht in der Höheren Schule einige von Parnitzkes Ideen. Die Kunsterziehung sollte danach zu einer Festigung der deutschen Volksidentität beitragen und bei Werken der Volkskunst ansetzen, das Kunsthandwerk berücksichtigen und mit der Betrachtung der „hohen“ Kunst enden.
Nach dem Zweiten Weltkrieg war Parnitzke von 1948 bis 1958 erster Vorsitzender des Künstlerbundes Schleswig-Holstein. Nach seinem Eintritt in den Ruhestand gab Parnitzke von 1951 bis 1971 die Zeitschrift "Kunst und Jugend" unter wechselnden Namen (u. a. „Kunst + Werkerziehung“) wieder heraus. Er gehörte dem Bundesvorstand des Bundes Deutscher Kunsterzieher an.

## Schriften
- Unterrichtslehre für das bildhafte Gestalten an der Volksschule, Oldenbourg, München 1933
- Bildnerische Erziehung. In: Hanns Egerland (Hrsg.): Unsterbliche Volkskunst: Aus dem Schaffen der Jugend. Bruckmann, München 1936